# Vilém Kraus (1915)
Vilém Kraus (8. dubna 1915 Prostějov – 3. srpna 1998 Prostějov) byl český výtvarník, pedagog a restaurátor, známý hlavně pro své monumentální plastiky.

## Život
Žák profesorů O. Blažíčka, C. Boudy a K. Pokorného na Ústavu kreslení a malby Fakulty architektury pražské ČVUT, kde studoval i restaurátorství u F. Petra, spojil svůj tvůrčí život s rodným městem. Po absolutoriu získal praxi v prostějovské keramické dílně sochaře Jana Třísky, poté působil jako pedagog na středních školách a od roku 1954 jako svobodný výtvarný umělec.
Zemřel roku 1998 a byl pohřben na Městském hřbitově v Prostějově.

## Dílo
I když z jeho tvůrčí dílny vyšla řada komorních děl – obrazů, grafik a plastik, těžiště jeho umělecké práce spočívalo v monumentální užité tvorbě vytvářející harmonickou jednotu s okolím, která předpokládala úspěšnou spolupráci s architekty. Tak vznikla nejen čtyř a půlmetrová keramická plastika Strom života umístěna před smuteční siní ve Vyškově, ale i keramické plastiky a reliefní mozaiky a barevné vitráže pro interiéry budov i veřejná prostranství měst i obcí.
Souběžně s vlastni tvorbou se věnoval i restaurování. Byl odborníkem a od roku 1967 soudním znalcem v oboru výtvarného umění a starožitností. Díky píli a neutuchajícímu tvůrčímu úsilí, erudici a zkušenostem získaným doma i na zahraničních cestách, celoživotnímu hledaní cest a experimentovaní, dospěl k modernímu pojetí naplňujícímu estetické i racionální hledisko umělecké tvorby. Tím se právem zařadil mezi čelné představitele výtvarné kultury působící v prostějovském regionu.